# Silke Hansen
Silke Hansen (* 3. September 1968 in Gießen) ist eine deutsche Fernsehmoderatorin.

## Leben
Silke Hansen arbeitete während ihrer Schulzeit beim Wiesbadener Tagblatt als Sportreporterin. Sie studierte Geografie und Meteorologie. Mit ihrem Studium wechselte sie als freie Mitarbeiterin zur Frankfurter Rundschau, später zur Frankfurter Allgemeinen Zeitung, schrieb für verschiedene Magazine und Agenturen und kam über Stationen beim privaten Hörfunk als Redakteurin zum Fernsehen. Ende der 1980er Jahre wurde sie „Wetterwoman“ beim Radiosender SWF3 (heute SWR 3) und konnte erstmals ihr Interesse für das Wetter mit dem Journalismus verbinden. Nach Abschluss ihres Studiums präsentierte sie im Auftrag einer privaten Produktionsfirma das Wetter im SWR-Fernsehen.
1996 folgte der Wechsel in die Wetterredaktion des Hessischen Rundfunks. Hier moderiert sie das Wetter für das ARD-Morgenmagazin, das ARD-Mittagsmagazin, das ARD-Buffet und Live nach neun. Sie konzipierte neue Sendungsformate (z. B. „alle wetter!“) und unterstützte das ARD-Team bei mehreren Olympischen Spielen vor Ort als Wetterexpertin.
Seit 2000 ist Hansen Leiterin der Wetterredaktion des Hessischen Rundfunks und damit auch für die Wetterberichte der ARD verantwortlich, die seit 1960 vom HR produziert werden. Seit 1. Januar 2020 leitet Silke Hansen das ARD-Wetterkompetenzzentrum.
Silke Hansen ist Gründungsmitglied von "climate without borders".

## Werke
… und jetzt das Wetter – die beliebteste Minute der Tagesschau, Delius Klasing, 2020. ISBN 978-3667118295